# 74 Draconis
74 Draconis är en orange ljusstark jätte som ligger i stjärnbilden Draken.
74 Dra har visuell magnitud +5,96 och svagt synlig för blotta ögat vid god seeing. Den befinner sig på ett avstånd av ungefär 210 ljusår.